# Pan di Zucchero (Rio de Janeiro)
Il Pan di Zucchero (in portoghese Pão de Açúcar) è un colle alto 396 m s.l.m. situato a Rio de Janeiro, in Brasile, su una penisola che si estende da un estremo della baia di Guanabara all'interno dell'oceano Atlantico.
L'origine del suo nome è dibattuta: alcune fonti la fanno risalire alla somiglianza con la forma di un dolce tradizionale, laddove altre lo fanno derivare dal termine Pau-nh-acuqua che, nel linguaggio tupi-guaraní parlato dagli indigeni tamoios, significa "alta collina". 
Il rilievo è solo uno dei parecchi monoliti che si elevano dal livello del mare attorno a Rio de Janeiro, tra cui i picchi Babilônia e Urca. Dal 1913 è raggiungibile grazie a una funivia, Bondinho.

## Geologia
Il Pan di Zucchero è un monolito costituito da granito e quarziti.